# The Dome (Sydney)

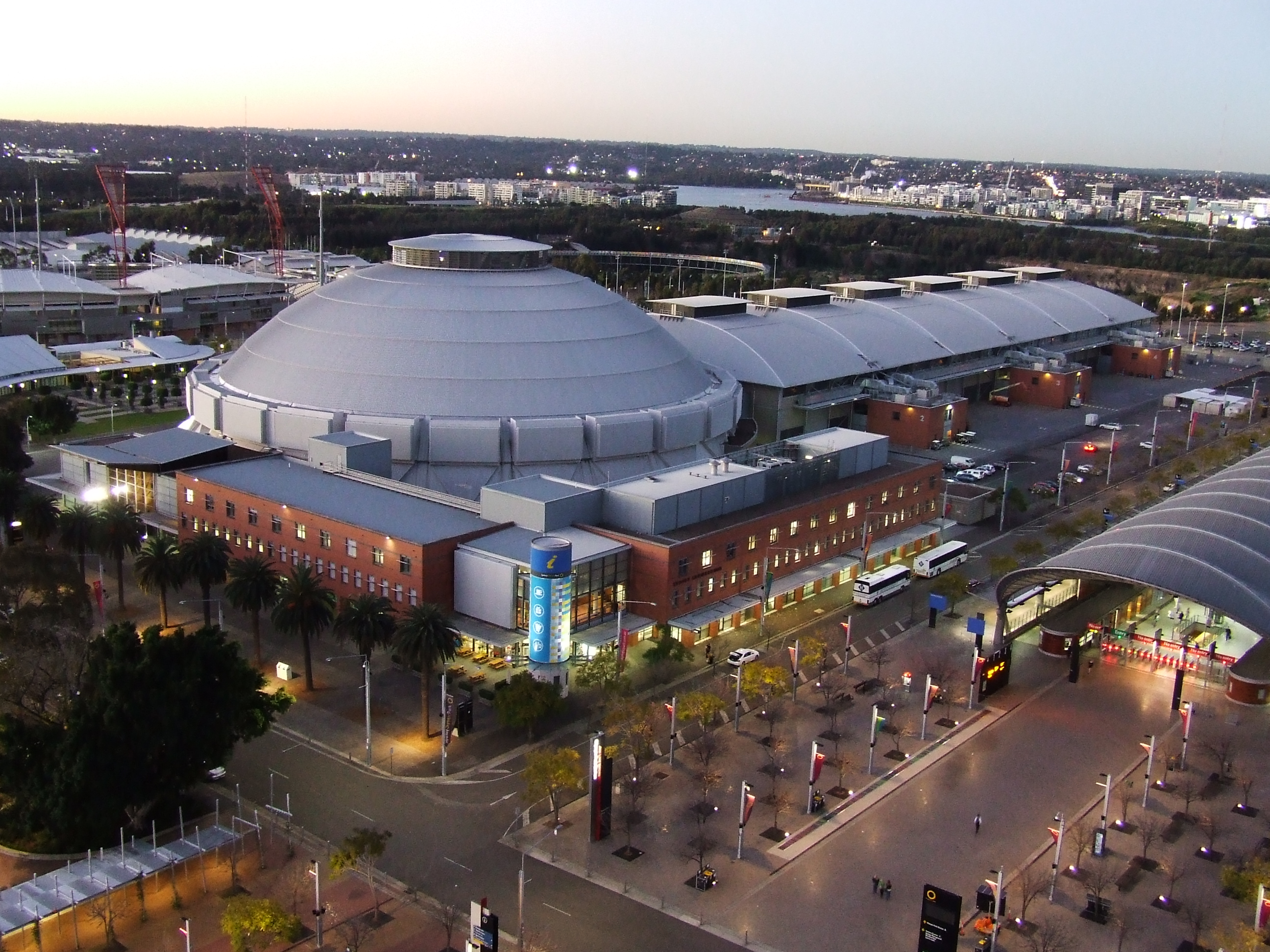
The Dome, parc Olympique de Sydney

The Dome est un centre d'exposition et un complexe sportif situé à Sydney en Australie.

## Description
Il a été construit de mai 1998 à janvier 1999 pour les Jeux olympiques d'été de 2000 et a une capacité de 10 000 spectateurs.
Cette grande salle couverte de forme circulaire a un plafond pouvant atteindre 42 m de hauteur. Sa surface au sol est de 7 200 m2 ou de 21 600 m2 en comptant les pavillons 2, 3 et 4 adjacents dans le complexe d'exposition.
Pendant les Jeux olympiques, la salle principale a accueilli les finales de handball et certains des matchs préliminaires de basket-ball tandis que les autres pavillons ont accueilli les épreuves de badminton, de gymnastique rythmique, de handball et de volley-ball en salle, ainsi que la partie tir et escrime de la compétition de pentathlon moderne. 